# Okavangobassinet
Okavangobassinet er et endorheisk bassin i det sydvestlige Afrika. Bassinet omfatter områder i Angola, Botswana, Namibia og Zimbabwe, og har et samlet areal på 721.000 kvadratkilometer. Øst for bassinet løber vandet mod det Indiske Ocean, mens vand vest for bassinet løber mod Atlanterhavet.
Okavango-floden er bassinets væsentligste vandløb, og dannes ved sammenløbet af floderne Cubango og Cuito, der udspringer på Bihé-plateauet i det centrale Angola og flyder mod sydøst. Otamako-floden løber ud i Cubango lige oven for sammenløbet med Cuito. Omatako har sit udspring i Damaraland i det centrale Namibia. Okavango løber videre gennem Caprivi-striben ind i  Botswana, hvor den spreder sig ud og danner Okavangodeltaet, som periodisk oversvømmes.
En række saltsletter ligger i bassinets laveste dele, heriblandt Nwakosletten syd for Okavango-deltaet og den udstrakte Makgadikgadislette sydøst for deltaet. Når der er meget vand i Okavango, løber noget af vandet via flodarmene Xudum og Nhabe ind på Nwakosletten og forsyner saltsøen Lake Ngami, mens flodarmen Boteti forsyner Lake Xau og vestenden af Makgadikgadisletten. Mopopi-dæmningen er opført henover Boteti for at forsyne Orapa-diamantminen med vand.
Via den såkaldte Selinda Spillway, også kendt som Magweqana, Magwekwana eller Magweggana, er Okavangodeltaet forbundet med Cuando-floden (som kaldes Kwando i Namibia), der er en biflod til Zambezi. Hvis vandstanden i Okavango er meget høj, kan vandet flyde mod øst mod Cuando-Linyanti-flodsystemet. Dette skete senest i august 2009 efter 30 års tørke. Tilsvarende kan høj vandstand i Kwando få vandet til at løbe mod vest, men det fordamper som regel inden det når Okavangodeltaet.
Andre vandløb i bassinet omfatter Eiseb, der periodisk løber fra Hereroland mod øst til Okavangodeltaet, og Nata, som fra det vestlige Zimbabwe løber ind i østenden af Makgadikgadisletten.